# Tour de France 1976
| 63. Tour de France 1976 – Endstand |                          |                           |
| Streckenlänge                      | 22 Etappen, 4023,25 km   | 22 Etappen, 4023,25 km    |
| Toursieger                         | Lucien Van Impe          | 116:22:23 h (34,572 km/h) |
| Zweiter                            | Joop Zoetemelk           | + 4:14 min                |
| Dritter                            | Raymond Poulidor         | + 12:08 min               |
| Vierter                            | Raymond Delisle          | + 12:17 min               |
| Fünfter                            | Walter Riccomi           | + 12:39 min               |
| Sechster                           | Francisco Galdós         | + 14:50 min               |
| Siebenter                          | Michel Pollentier        | + 14:59 min               |
| Achter                             | Freddy Maertens          | + 16:09 min               |
| Neunter                            | Fausto Bertoglio         | + 16:36 min               |
| Zehnter                            | Vicente López Carril     | + 19:28 min               |
| Grünes Trikot                      | Freddy Maertens          | 293 P.                    |
| Zweiter                            | Pierino Gavazzi          | 140 P.                    |
| Dritter                            | Jacques Esclassan        | 128 P.                    |
| Gepunktetes Trikot                 | Giancarlo Bellini        | 170 P.                    |
| Zweiter                            | Lucien Van Impe          | 169 P.                    |
| Dritter                            | Joop Zoetemelk           | 119 P.                    |
| Weißes Trikot                      | Enrique Martínez Heredia | 117:07:13 h               |
| Teamwertung                        | KAS                      | KAS                       |

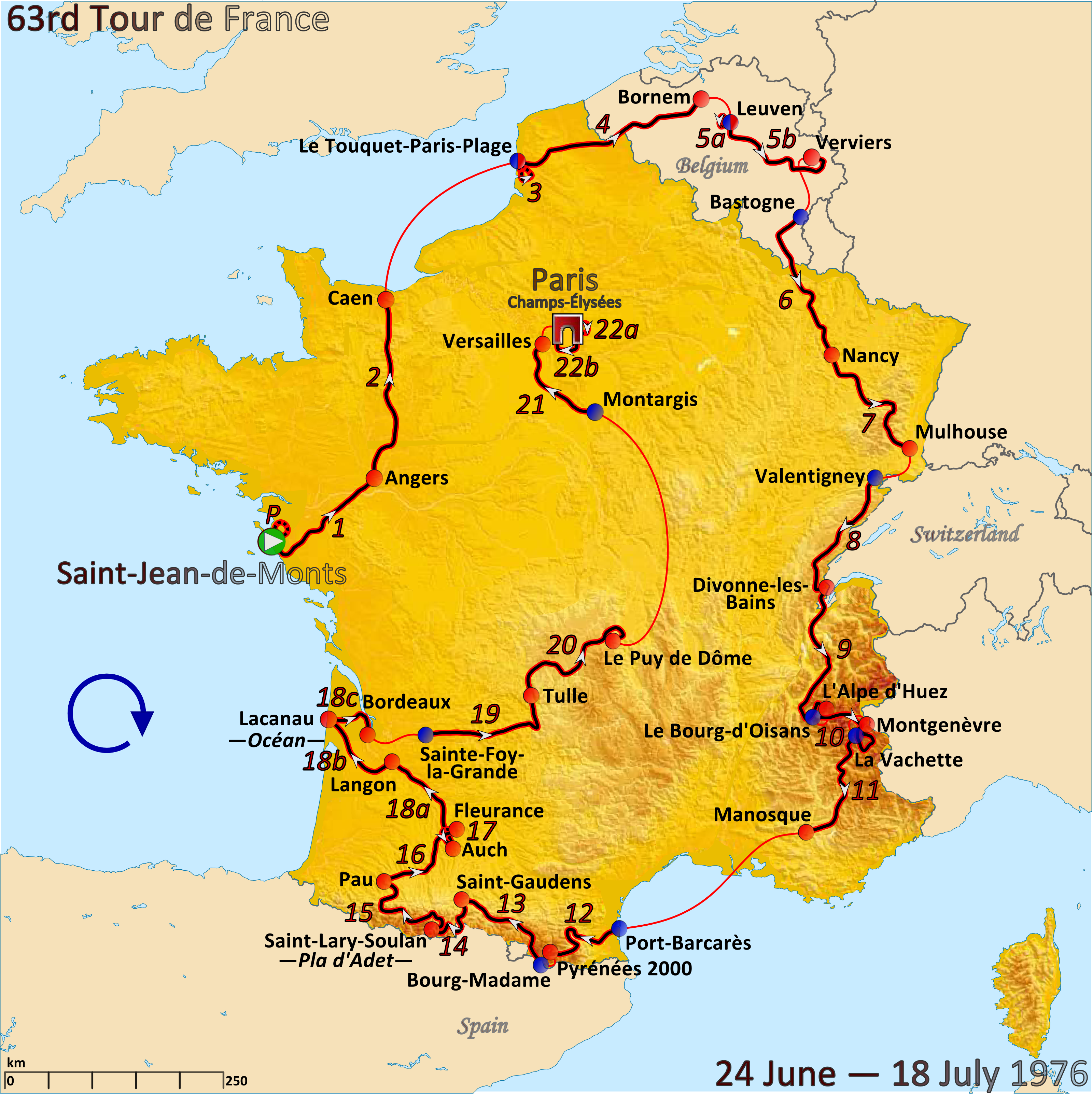
Streckenkarte der Tour de France 1976

Die 63. Tour de France fand vom 24. Juni bis 18. Juli 1976 statt und führte auf 22 Etappen über 4016 km. Der fünffache Sieger Eddy Merckx ging nicht an den Start, der Franzose Bernard Thévenet war in schwächerer Form als bei seinem Sieg im Vorjahr, er gab schließlich auf der 19. Etappe auf. Es nahmen 130 Radrennfahrer an der Rundfahrt teil, von denen 87 klassifiziert wurden.

## Rennverlauf
Der Belgier Freddy Maertens gewann den Prolog sowie die erste Etappe und konnte das Gelbe Trikot bis zur achten Etappe verteidigen. Insgesamt gelang es Maertens, acht Etappen zu gewinnen, damit stellte er den Rekord von Charles Pélissier und Eddy Merckx ein, denen es ebenfalls gelungen war, 1930 bzw. 1974 acht Etappen bei einer Tour de France zu gewinnen. Der Belgier trug außerdem vom ersten bis zum letzten Tag das Grüne Trikot und gewann die Punktwertung mit großem Vorsprung.
Auf der Etappe nach L’Alpe d’Huez gewann der Niederländer Joop Zoetemelk vor dem Belgier Lucien Van Impe, der die Gesamtführung übernahm. Auch am nächsten Tag ging der Etappensieg an Zoetemelk, Van Impe verlor aber nur eine Sekunde auf den Niederländer.
Raymond Delisle gewann die 12. Etappe nach Pyrénées 2000 nach einer Soloflucht und übernahm das gelbe Trikot. Doch nach nur zwei Etappen musste er es wieder an Van Impe abtreten, der die 14. Etappe mit einem Vorsprung von über drei Minuten auf den Etappenzweiten, Zoetemelk, für sich entschied. Van Impe gewann die Tour am Ende vor Joop Zoetemelk und dem 40-jährigen Raymond Poulidor. Der Franzose machte damit seine Ankündigung aus dem Vorjahr wahr, bei seiner letzten Tour noch einmal einen Podestplatz zu erreichen. 1975 hatte Poulidor wegen einer Bronchitis nur den 19. Platz in der Gesamtwertung erreicht.
Das Gepunktetes Trikot gewann Giancarlo Bellini mit einem Punkt Vorsprung vor Toursieger Van Impe, der zuvor dreimal die Bergwertung für sich entscheiden konnte.
Auf der Etappe nach Manosque fuhr der Spanier José-Luis Viejo, der in der Gesamtwertung keine Rolle spielte, einen Abstand von 22:50 Minuten heraus. Seine Alleinfahrt über 160 Kilometer machte ihn zum Etappensieger mit dem größten Vorsprung in der Geschichte der Tour de France.(Stand 2015)

## Die Etappen
| Etappen        | Tag      | Start – Ziel                                    | km          | Etappensieger      | Gelbes Trikot   |
| -------------- | -------- | ----------------------------------------------- | ----------- | ------------------ | --------------- |
| Prolog         | 24. Juni | Saint-Jean-de-Monts                             | 8 (EZF)     | Freddy Maertens    | Freddy Maertens |
| 1. Etappe      | 25. Juni | Saint-Jean-de-Monts – Angers                    | 173         | Freddy Maertens    | Freddy Maertens |
| 2. Etappe      | 26. Juni | Angers – Caen                                   | 236,5       | Giovanni Battaglin | Freddy Maertens |
| 3. Etappe      | 27. Juni | Le Touquet-Paris-Plage – Le Touquet-Paris-Plage | 37 (EZF)    | Freddy Maertens    | Freddy Maertens |
| 4. Etappe      | 28. Juni | Le Touquet-Paris-Plage – Bornem (BEL)           | 258         | Hennie Kuiper      | Freddy Maertens |
| 5. Etappe (a)  | 29. Juni | Löwen (BEL) – Löwen (BEL)                       | 4,3 (MZF)   | TI-Raleigh         | Freddy Maertens |
| 5. Etappe (b)  | 29. Juni | Löwen (BEL) – Verviers (BEL)                    | 144         | Miguel María Lasa  | Freddy Maertens |
| 6. Etappe      | 30. Juni | Bastogne (BEL) – Nancy                          | 209         | Aldo Parecchini    | Freddy Maertens |
| 7. Etappe      | 1. Juli  | Nancy – Mülhausen                               | 205,5       | Freddy Maertens    | Freddy Maertens |
| Ruhetag        |          |                                                 |             |                    |                 |
| 8. Etappe      | 3. Juli  | Valentigney – Divonne-les-Bains                 | 220,5       | Jacques Esclassan  | Freddy Maertens |
| 9. Etappe      | 4. Juli  | Divonne-les-Bains – L’Alpe d’Huez               | 258         | Joop Zoetemelk     | Lucien Van Impe |
| 10. Etappe     | 5. Juli  | Le Bourg-d’Oisans – Montgenèvre                 | 166         | Joop Zoetemelk     | Lucien Van Impe |
| 11. Etappe     | 6. Juli  | Montgenèvre – Manosque                          | 224         | José Luis Viejo    | Lucien Van Impe |
| Ruhetag        |          |                                                 |             |                    |                 |
| 12. Etappe     | 8. Juli  | Port Barcares – Pyrénées 2000                   | 205,5       | Raymond Delisle    | Raymond Delisle |
| 13. Etappe     | 9. Juli  | Font Romeu – Saint-Gaudens                      | 188         | Willy Teirlinck    | Raymond Delisle |
| 14. Etappe     | 10. Juli | Saint-Gaudens – Saint-Lary-Soulan               | 139         | Lucien Van Impe    | Lucien Van Impe |
| 15. Etappe     | 11. Juli | Saint-Lary-Soulan – Pau                         | 195         | Wladimiro Panizza  | Lucien Van Impe |
| 16. Etappe     | 12. Juli | Pau – Fleurance                                 | 152         | Michel Pollentier  | Lucien Van Impe |
| 17. Etappe     | 13. Juli | Fleurance – Auch                                | 38,75 (EZF) | Ferdi Bracke       | Lucien Van Impe |
| 18. Etappe (a) | 14. Juli | Auch – Langon                                   | 86          | Freddy Maertens    | Lucien Van Impe |
| 18. Etappe (b) | 14. Juli | Langon – Lacanau-Océan                          | 123         | Freddy Maertens    | Lucien Van Impe |
| 18. Etappe (c) | 14. Juli | Lacanau-Océan – Bordeaux                        | 70,5        | Gerben Karstens    | Lucien Van Impe |
| 19. Etappe     | 15. Juli | Sainte-Foy-la-Grande – Tulle                    | 219,5       | Hubert Mathis      | Lucien Van Impe |
| 20. Etappe     | 16. Juli | Tulle – Puy de Dôme                             | 220         | Joop Zoetemelk     | Lucien Van Impe |
| 21. Etappe     | 17. Juli | Montargis – Versailles                          | 145,5       | Freddy Maertens    | Lucien Van Impe |
| 22. Etappe (a) | 18. Juli | Paris – Paris                                   | 6 (EZF)     | Freddy Maertens    | Lucien Van Impe |
| 22. Etappe (b) | 18. Juli | Paris – Paris                                   | 90,7        | Gerben Karstens    | Lucien Van Impe |